# Aéroport de Naujaat
L'aéroport de Naujaat est un aéroport situé au Nunavut, au Canada.

## Compagnies et destinations
| Compagnies | Destinations |
| ---------- | ------------ |
| Calm Air   | Rankin Inlet |

Édité le 16/05/2025